# Othmarkirche
St.-Othmar-Kirchen mit dem Patrozinium des hl. Otmar von St. Gallen gibt es folgende:

## Deutschland

### Baden-Württemberg
- St. Ottmar-Kapelle in Aalen-Reichenbach, Ostalbkreis
- St. Otmar (Bodman-Ludwigshafen), Landkreis Konstanz[1]
- St. Gallus und Otmar (Ebringen), Landkreis Breisgau-Hochschwarzwald
- St. Otmar (Elchingen auf dem Härtsfeld), Ostalbkreis
- St. Otmar (Mühlingen), Landkreis Konstanz
- St. Othmar (Kappel), zugehörig zu Niedereschach, Schwarzwald-Baar-Kreis[1]
- St. Otmar (Hochmössingen), Oberndorf am Neckar, Landkreis Rottweil
- Othmarskirche (Weigheim), Villingen-Schwenningen, Schwarzwald-Baar-Kreis[1]

### Bayern
- St. Othmar (Pfettrach), Altdorf (Niederbayern)
- St. Otmar und Juliana (Attenhausen), Landkreis Günzburg
- St. Ottmar (Ottmaring), Dietfurt an der Altmühl
- St. Ottmar (Grünenbach)
- St. Otmar (Ottmarsfeld), Höttingen
- St. Otmar (Akams), Immenstadt
- St. Otmar (Kleinbeuren)
- St. Otmar und St. Vitus (Rauhenzell), Immenstadt[1]
- St. Othmar (Ottacker)
- St. Ottmar, Enkering in Kinding
- Riedkapelle (Unteropfingen), Kirchdorf an der Iller
- St. Otmar (Eutenhausen), Markt Rettenbach
- St. Otmar (Mödingen)
- Kapellenruine St. Ottmar und St. Ottilien in Offenhausen (Mittelfranken)

### Nordrhein-Westfalen
- St. Othmar (Dinker) in Welver

### Sachsen-Anhalt
- Othmarskirche (Naumburg)

### Thüringen
- St. Otmar (Dosdorf)

## Österreich
Niederösterreich
- Pfarrkirche Klein-Pöchlarn
- Pfarrkirche Mödling-St. Othmar

Oberösterreich
- Pfarrkirche Kirchberg ob der Donau

Vorarlberg
- Pfarrkirche Gaißau

Wien
- Pfarrkirche St. Othmar unter den Weißgerbern

## Schweiz
- Othmarskirche (Roggwil), Kanton Thurgau, Schweiz[1]
- Stiftskirche St. Gallen
- Pfarrkirche St. Otmar (St. Gallen), Stadtteil Straubenzell
- Reformierte Kirche Wilchingen, Kanton Schaffhausen
- Alte Kirche Witikon, Zürich

## Nachweise
1. 1 2 3 4 5  sanktgallus.net: Die Kirchen des heiligen Otmar